# 電気設備の技術基準の解釈
電気設備の技術基準の解釈（でんきせつびのぎじゅつきじゅんのかいしゃく）は、かつては原子力安全・保安院電力安全課により作成され、その後経済産業省産業保安グループ電力安全課により作成される、電気設備に関する技術基準を定める省令に定める技術的要件を満たすものと認められる技術的内容をできるだけ具体的に示したもの。
電気事業法に基づく経済産業大臣の処分に係る審査基準等についてにおいて、電気事業法に基づく経済産業大臣の処分についての行政手続法に基づく審査基準または不利益処分の基準の一部をなすものとして引用されている。

## 概要
平成9年3月に『電気設備に関する技術基準を定める省令』が全面改正され、機能性基準化されたのに伴い、具体的な判断基準として、旧省令、告示の内容をふまえて、平成9年5月に制定、公表された。
その後、2011年（平成23年）7月に大規模に改正された後、原子力安全・保安院の廃止に伴い、2013年3月14日に廃止の上、経済産業省商務流通保安グループ電力安全課より改めて制定、公表された。条文は経済産業省の産業保安のページ告示等改正リストに掲載されている。

## 解説書等
『電気設備の技術基準の解釈』の条文ごとの制定根拠等を解説したものとして、経済産業省Webサイトの 産業保安のページに、（参考）として『電気設備の技術基準の解釈の解説』（平成28年9月23日改正）が公開されている。
また一般刊行された書籍としては、制定者自身による『電気設備の技術基準 (省令及び解釈) の解説 : 全条文の逐条解説書 平成23年版』、経済産業省商務流通保安グループ編 （初版） ISBN 9784889482409)がある。

## 新解釈制定後の改正内容
- 2013年（平成25年）3月14日制定[4]
小出力発電設備だけではなく、使用電圧が低圧の太陽電池モジュールについても、第16条第5項二号の規定を適用可能とした。第16条第6項第五号を追加し、同条同項第一号の規定だけではなく、JEC-2470(2005)による絶縁耐力試験及び常規対地電圧の印加試験による確認方法も追加した。
- 2013年（平成25年）5月20日改正[5]
JIS規格改正への対応（第163条「バスダクト工事」等）、金属製水道管を利用した接地工事の改正（第18条、第19条）。
- 2013年（平成25年）5月31日改正[6]
第228条【高圧連係時の施設要件】の緩和。
- 2013年（平成25年）10月7日改正[7]
第46条ただし書きの取扱者以外のものが近寄れないよう措置した場所に設置する太陽電池発電設備用直流ケーブルの制限サイズの拡大。
- 2013年（平成25年）12月24日改正[8]
『電気用品の技術上の基準を定める省令の解釈』の全面改正[9]に伴う関連条項の改正。
- 2014年（平成26年）7月18日改正[10]
引用されているJIS改定への対応（第56条、第57条、第173条、第183条、第194条）。IEC 60364規格改定等への対応（第218条 218-1表を改正）。[11]
- 2015年（平成27年）12月3日改正[12]
合計出力300kW未満、圧力1MPa未満までの固体酸化物形燃料電池について、異常を検出した場合の自動停止装置の設置等で、安全性が確保されることがリスク評価や実証試験により、JESCに評価されているので、第47条【常時監視をしない発電所の施設】を改正する。引用されているJIS規格、IEC規格改定への対応（第22条、第47条、第110条、第126条、第132条、第133条、第165条、第183条、第197条、第219条）。
- 2016年（平成28年）4月1日改正[13]
『電気の小売業への参入の全面自由化を主な内容とする電気事業法等の一部を改正する法律（平成26年法律第72号）』制定に伴う改正。「一般電気事業者」等の名称を「一般送配電事業者」に変更。
- 2016年（平成28年）5月25日改正[14]
JESCにおいて、引込用ポリエチレン絶縁電線（DE電線）についても、DV電線と同等の安全が確保されると判断されたため、DV電線に関する第65条、第110条、第157条、第179条、第180条、第185条について、DE電線に係る規程を追加。同じくJESCにおいて、難燃性試験に適合する被覆等の耐燃措置を施した地中電線は、電線相互の離隔距離が0.1m以上であれば、安全が確保されると判断されたため、第125条に当該離隔距離に係る規程を追加。『電気設備の技術基準の解釈』で引用しているJESC規格の改正に合わせ対応する。（第15条、第16条、第20条、第29条、第37条）
- 2016年（平成28年）9月13日改正[15]
地中電線と地中弱電流電線等との離隔距離についての規定を改定。太陽電池モジュールの支持物の強度について、建築基準法の規定を反映。
- 2016年（平成28年）9月23日改正[16]
第32条にPCB使用電線の施設禁止を追加。第37条の2を追加（サイバーセキュリティ確保の方法）。
- 2017年（平成29年）8月14日改正[17]
燃料電池発電設備や蓄電池に関する対地電圧と接地工事内容の変更。太陽電池発電設備の標準仕様の明確化。
- 2018年（平成30年）10月1日改正[18]
電力変換装置の電路の絶縁性能に関する規定の改正。太陽電池発電設備の支持物の強度に関する規定の改正。
- 2020年（令和2年）2月25日改正[19][20]
太陽光発電設備他における安全基準検討の進展を反映した改正。
- 2020年（令和2年）5月13日改正[21][22]
令和元年9月に関東地方に上陸した台風15号による千葉県内の鉄塔倒壊、電柱損壊事故の再発防止に係る「電気設備に関する技術基準を定める省令」の一部改正（令和2年経済産業省令第47号）に伴う改正。
- 2020年（令和2年）6月1日改正[23][24]
水面に設置される太陽電池モジュールの支持物の要求性能を規定した改正。
- 2020年（令和2年）8月12日改正[25][26]
令和元年9月に関東地方に上陸した台風15号による千葉県内の鉄塔倒壊、電柱損壊事故の再発防止のため、鉄塔の強度設計において地域の実情に応じた基準風速の適用を行うことを定めた改正。
- 2021年（令和3年）3月31日改正[27][28]
「電気設備に関する技術基準を定める省令」改正（令和３年経済産業省令第28号）に伴い、常時監視と同等な監視を確実に行える発電所の施設に関する条項を追加。また、「発電用太陽電池設備に関する技術基準を定める省令」（令和３年経済産業省令第29号）制定に伴い、太陽光発電設備特有の条項を削除。
- 2021年（令和3年）5月31日改正[29][30]
引用するJIS規格等を最新のものに更新。
- 2022年（令和4年）4月1日改正[31][32]
引用しているJIS規格等を最新のものに更新。配電事業者制度開始に伴う関連条文他の改正。
- 2022年（令和4年）6月10日改正[33][34]　
「自家用電気工作物に係るサイバーセキュリティの確保に関するガイドライン（内規）」20220530保局第1号）制定に伴う改正。
- 2022年（令和4年）11月30日改正[35]
一定地域内における災害時等の活用や電力系統に対する調整力の提供等を目的に、事業者が蓄電用の電気工作物を単体で設置する設置形態を「蓄電所」と定義して追加したことに伴う改正。（20221125保局第1号）

## 民間規格の引用
省令が機能性基準化され、具体的な基準は訓令とされた目的の一つとして、民間規格の積極的な活用がある。前述のIEC 60364の適用もそうであるが、国内規格の取り入れとして、日本電気技術規格委員会規格(JESC)、日本産業規格(JIS)等が引用されている。関連付けられた、または引用されている規格のリストは日本電気技術規格委員会のWebサイトを参照。

## 注・出典
1. ↑  主な改正内容は、①全303条から全232条に条文を整理統合、②『電気設備の技術基準の解釈の解説』から用語の定義等を移行、IEC規格に基づく統合接地による接地工事の施設方法、同じくIEC規格・JIS規格・JESC規格改定への対応である。
2. ↑  新しい『電気設備の技術基準の解釈』の制定は2013年（平成25年）3月14日（20130215商局第4号）。最新は2016年（平成28年）9月23日改正、24日施行である。
3. ↑  最新は平成26年版（第2版） ISBN 9784889482751 である。
4. ↑  20130215商局第4号
5. ↑  20130318商局第5号
6. ↑  20130510商局第1号
7. ↑  20130925商局第1号
8. ↑  20131213商局第1号
9. ↑  20130605商局第3号
10. ↑  20140626商局第2号
11. ↑  平成11年11月の改正で、新たに第272条が設けられ、解釈第3条～第271条の規定に代わり、IEC 60364(又はその翻訳JIS)により施設できるとされていたが、平成23年7月に、第218条および第219条に移され、解釈第3条～第217条の規定に代わり、IEC 60364(又はその翻訳JIS)によって施設できるとされた。
12. ↑  20151124商局第2号
13. ↑  20160309商局第2号
14. ↑  20160418商局第7号
15. ↑  20160826商局第1号
16. ↑  20160905商局第2号
17. ↑  20170803保局第1号
18. ↑  20180824保局第2号
19. ↑  20200220保局第1号
20. ↑  “電気設備の技術基準の解釈の一部改正について（METI/経済産業省）”. www.meti.go.jp. 2022年8月24日閲覧。
21. ↑   20200511保局第2号
22. ↑  “電気設備に関する技術基準を定める省令の一部改正について（METI/経済産業省）”. www.meti.go.jp. 2022年8月24日閲覧。
23. ↑   20200527保局第2号
24. ↑  “電気設備の技術基準の解釈の一部改正について（METI/経済産業省）”. www.meti.go.jp. 2022年8月24日閲覧。
25. ↑   20200806保局第3号
26. ↑  “電気設備の技術基準の解釈の一部改正について（METI/経済産業省）”. www.meti.go.jp. 2022年8月24日閲覧。
27. ↑   20210317保局第1号
28. ↑  “電気設備に関する技術基準を定める省令の一部改正について（METI/経済産業省）”. www.meti.go.jp. 2022年8月24日閲覧。
29. ↑   20210524保局第1号
30. ↑  “電気設備の技術基準の解釈の一部改正について（METI/経済産業省）”. www.meti.go.jp. 2022年8月24日閲覧。
31. ↑    20220328保局第1号
32. ↑  “電気設備の技術基準の解釈の一部改正について（METI/経済産業省）”. www.meti.go.jp. 2022年8月24日閲覧。
33. ↑   20220530保局第1号
34. ↑  “電気設備に関する技術基準を定める省令の一部改正について（METI/経済産業省）”. www.meti.go.jp. 2022年8月24日閲覧。
35. ↑  “「電気事業法施行規則」等の一部改正について（METI/経済産業省）”. www.meti.go.jp. 2022年12月5日閲覧。
36. ↑  “国の基準への引用規格など(日本電気技術規格委員会)”. www.jesc.gr.jp. 2022年8月24日閲覧。